# Kukur
Kukur là một xã trong quận Gramsh thuộc hạt Elbasan, Albania. Dân số năm 2005 là 4063 người.